# Sphaerulina orae-maris
Sphaerulina orae-maris är en lavart som beskrevs av Linder 1944. Sphaerulina orae-maris ingår i släktet Sphaerulina och familjen Mycosphaerellaceae.  Arten är reproducerande i Sverige. Inga underarter finns listade i Catalogue of Life.